# Пестряково (Тверська область)
Пестряково (рос. Пестряково) — присілок в Торопецькому районі Тверської області Російської Федерації.
Населення становить 37 осіб. Входить до складу муніципального утворення Плоскоське сільське поселення.

## Історія
Від 2005 року входить до складу муніципального утворення Плоскоське сільське поселення.

## Населення
| 1997 | 2010 |
| ---- | ---- |
| 63   | ↘37  |